# بیمارستان فردریکسبرگ
بیمارستان فردریکسبرگ (به لاتین: Frederiksberg Hospital) یک بیمارستان در دانمارک است که در فردریکسبر، کمون دانمارک واقع شده است.